# Los Angeles Valiant
Die Los Angeles Valiant (stilisiert als VΛLIΛNT) sind ein amerikanisches professionelles Overwatch eSport Team und eins von zwei Overwatch League (OWL) Teams aus Los Angeles, Kalifornien, die derzeit in der ersten Saison der OWL konkurriert. Das Team ist eines von zwölf Gründungsmitgliedern der OWL und war die vierte Franchise, deren Markenauftritt offiziell von Activision Blizzard aufgedeckt wurde. Die Organisation gehört der amerikanischen Esports-Organisation Immortals.

## Roster

### Spieler
| Nr. | Alias | Name | Nationalität | Position |
| --- | ----- | ---- | ------------ | -------- |
|     |       |      |              |          |

Stand: 2. Februar 2021

### Ehemalige Spieler
| Nr. | Alias       | Name                          | Nationalität           | Position | Bemerkung                |
| --- | ----------- | ----------------------------- | ---------------------- | -------- | ------------------------ |
| 8   | Bunny       | Jun-hyeok Chae (채전혁)       | Südkorea               | DPS      | → freigegeben            |
| 1   | Fate        | Pan-seung Koo (구판승)        | Südkorea               | Tank     | → Florida Mayhem         |
| 11  | Finnsi      | Finnbjörn Jónasson            | Island                 | Flex     | → Paris Eternal          |
| 6   | numlocked   | Seb Barton                    | Vereinigtes Königreich | Tank     | → British Hurricane      |
| 13  | Verbo       | Stefano Disalvo               | Kanada                 | Support  | → Skyfoxes               |
| 99  | SoOn        | Terrence Tarlier              | Frankreich             | DPS      | → Paris Eternal          |
| 9   | silkthread  | Zhongyuan „Ted“ Wang (王中远) | Vereinigte Staaten     | DPS      | → Los Angeles Gladiators |
| 10  | envy        | Kang-jae Lee (이강재)         | Südkorea               | Flex     | → freigegeben            |
| 0   | GrimReality | Christopher Schaefer          | Vereinigte Staaten     | DPS      | → Coaching Personal      |
| 9   | Agilities   | Brady Girardi                 | Kanada                 | DPS      | → freigegeben            |
| 99  | KariV       | Young-seo Park (박영서)       | Südkorea               | DPS      | → freigegeben            |
| 10  | Custa       | Scott Kennedy                 | Australien             | Support  | → freigegeben            |
| 16  | SPACE       | Indy Halpern                  | Vereinigte Staaten     | Flex     | → freigegeben            |
| 27  | KSF         | Kyle Frandanisa               | Vereinigte Staaten     | Flex     | → freigegeben            |
| 23  | Kai         | Kai Collins                   | Vereinigtes Königreich | DPS      | → freigegeben            |
| 77  | RaiN        | Jae Ho Park                   | Südkorea               | Support  | → freigegeben            |
|     | Adam        | Adam Soong                    | Australien             | Tank     | → freigegeben            |
| 9   | Lastro      | Jungwon Mun                   | Südkorea               | Support  | → freigegeben            |
| 1   | Dreamer     | Sanglok Song                  | Südkorea               | Tank     | → freigegeben            |
| 12  | Shax        | Johannes Nielsen              | Dänemark               | DPS      | → freigegeben            |

Stand: 2. Februar 2021